# 盾叶薯蓣
盾叶薯蓣（学名：Dioscorea zingiberensis）是薯蓣科薯蓣属的植物，是中国的特有植物。分布在中国大陆的四川、湖北、陕西、甘肃、河南、湖南等地，生长于海拔100米至1,500米的地区，常生长在森林、杂木林间及沟谷边缘的路旁，目前尚未由人工引种栽培。

## 别名
黄姜、火头根（四川、湖北）